# 荀伯子
荀 伯子（じゅん はくし、378年 - 438年）は、東晋から南朝宋にかけての学者・官僚。本貫は潁川郡潁陰県（現在の河南省許昌市）。

## 経歴
東晋の秘書郎の荀猗の子として生まれた。後漢の荀彧の7世の孫で、荀羨の孫にあたる。
若くして学問を好み、五経やその伝を広く読んだが、いっぽうで雑戯を好んで街中を豪遊し、評判を傷つけた。駙馬都尉を初任とし、奉朝請・員外散騎侍郎の位を受けた。王韶之とともに著作佐郎となり、徐広の『晋史』の編纂事業を補佐して桓玄らの伝を書いた。尚書祠部郎に転じた。義熙9年（413年）、羊祜の子孫が鉅平侯の封を失ったのを惜しんで酇国に封じ、陳準の子孫の広陵公の封を除き、衛瓘の子孫の江夏公の封を蕭陽県公に降封するよう上表したが、聞き入れられなかった。
世子征虜功曹となり、国子博士をつとめた。妻の弟の謝晦の推挙を受けて、入朝しては尚書左丞となり、出向しては臨川国内史に任じられた。王弘にその沈着ぶりを「平陽侯（曹参）の風」と評された。散騎常侍の位を受け、本邑大中正をつとめた。席次において陳留王が零陵王の上にあるのを改めて、零陵王の位を陳留王の上とするよう上表して、聞き入れられた。
太子僕に転じ、御史中丞をつとめた。司徒左長史に任じられ、東陽郡太守として出向した。
元嘉15年（438年）、在官のまま死去した。享年は61。『文集』が当時に通行した。
子に荀赤松があり、尚書左丞となったが、徐湛之の党とされて、劉劭に殺害された。

## 伝記資料
- 『宋書』巻60 列伝第20
- 『南史』巻33 列伝第23